# Christopher Amott
Christopher Amott (Halmstad, 23 novembre 1977) è un chitarrista svedese, fratello minore di Michael Amott e membro fondatore delle band svedesi Arch Enemy e Armageddon.
Dal 2020 è divenuto il chitarrista ritmico dei Dark Tranquillity.

## Discografia

### Con gli Arch Enemy
- 1996 – Black Earth
- 1998 – Stigmata
- 1999 – Burning Bridges
- 1999 – Burning Japan Live 1999 (live)
- 2001 – Wages of Sin
- 2002 – Burning Angel (EP)
- 2003 – Anthems of Rebellion
- 2004 – Dead Eyes See No Future EP (EP)
- 2005 – Doomsday Machine
- 2007 – Revolution Begins (EP)
- 2007 – Rise of the Tyrant
- 2008 – Tyrants of the Rising Sun - Live in Japan (live)
- 2009 – Manifesto of Arch Enemy (raccolta)
- 2009 – The Root of All Evil
- 2011 – Khaos Legions
- 2012 – Astro Khaos 2012 - Official Live Bootleg (live)

### Con gli Armageddon
- 1997 – Crossing the Rubicon
- 2000 – Embrace the Mystery
- 2002 – Three